# Мифлин (Охајо)
Мифлин (енгл. Mifflin) град је у америчкој савезној држави Охајо.

## Демографија
По попису из 2010. године број становника је 137, што је 7 (-4,9%) становника мање него 2000. године.
| Група             | 2000.       | 2010.       |
| Белци             | 143 (99,3%) | 136 (99,3%) |
| Афроамериканци    | 0 (0,0%)    | 0 (0,0%)    |
| Азијати           | 1 (0,7%)    | 0 (0,0%)    |
| Хиспаноамериканци | 0 (0,0%)    | 1 (0,7%)    |
| Укупно            | 144         | 137         |